# Śmiejący się Budda

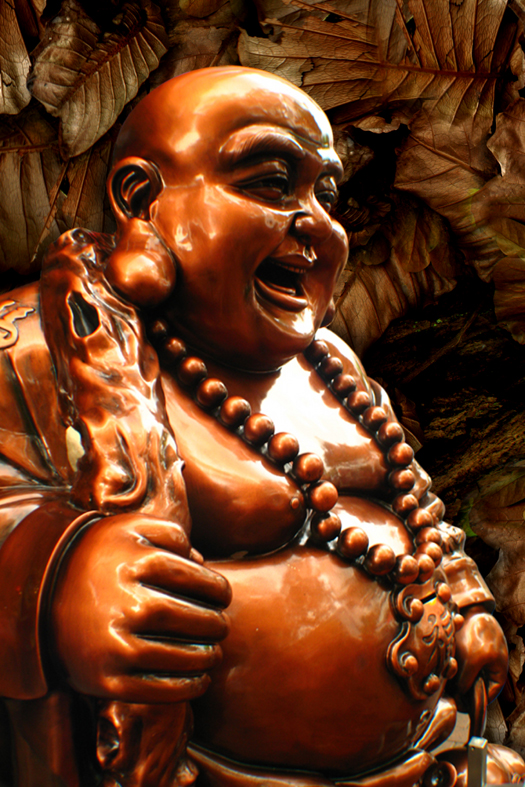

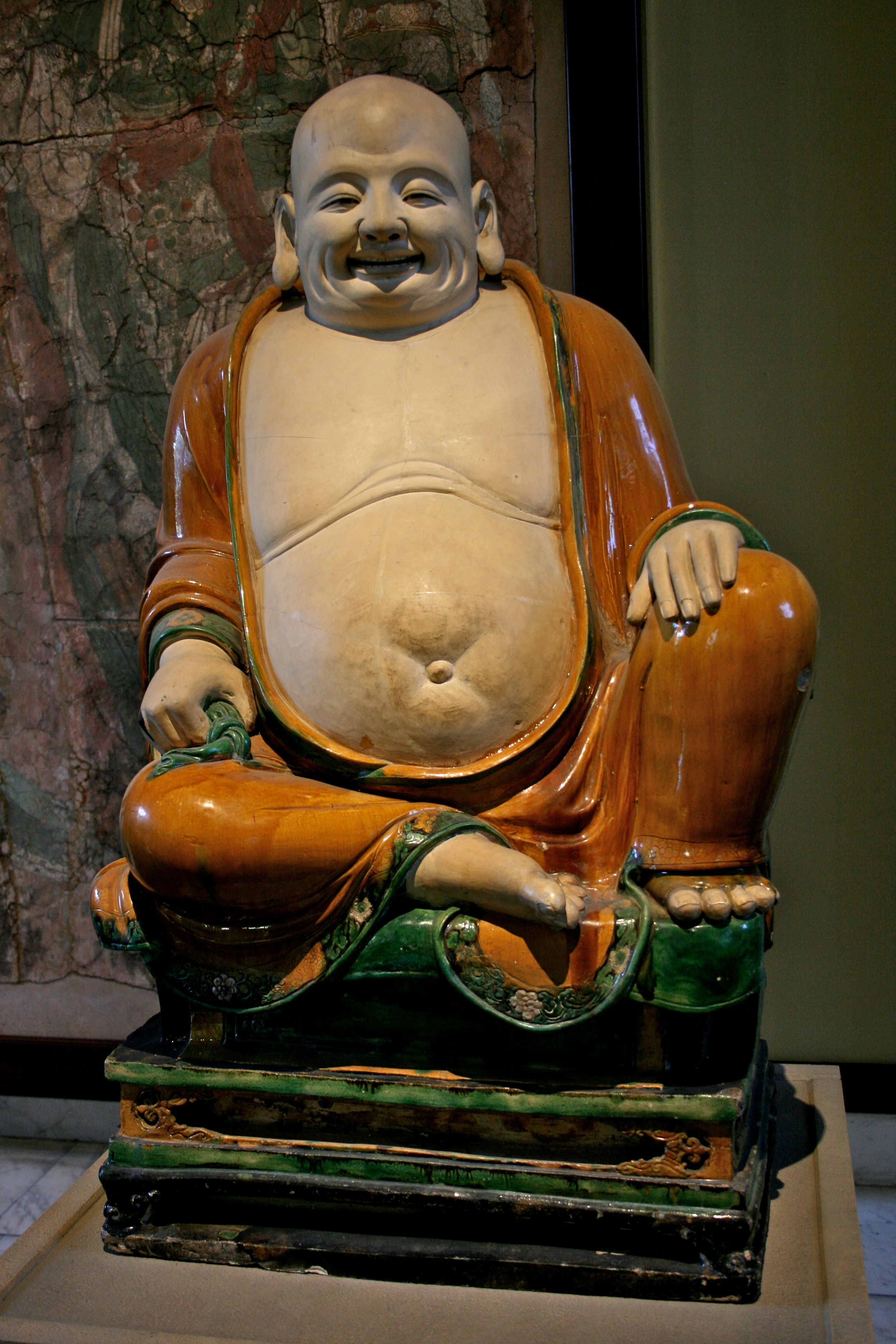

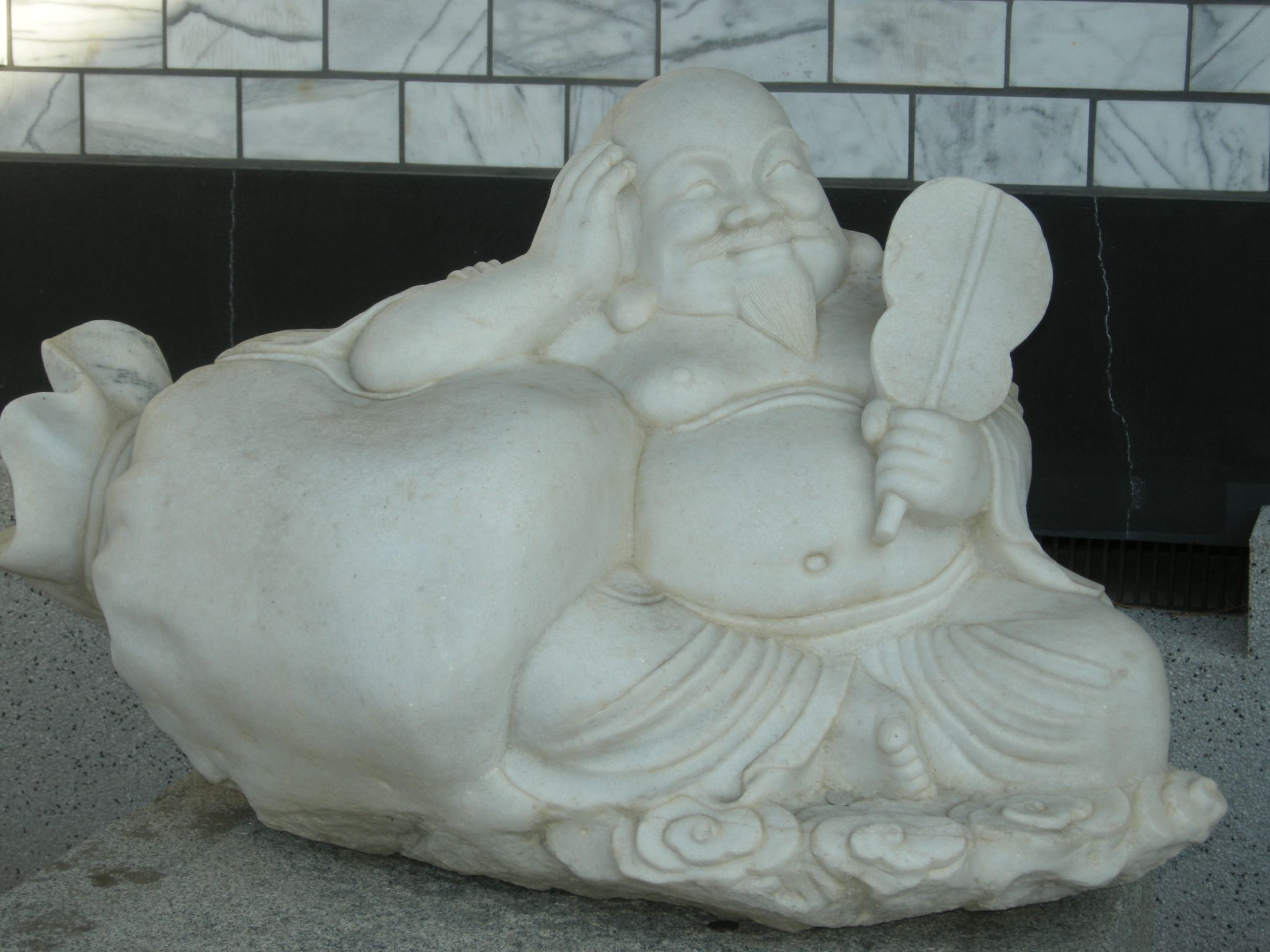

Śmiejący się Budda (chiń.: 布袋 pinyin: Bùdài; jap. 布袋 Hotei) – popularna, wywodząca się z chińskiego folkloru, niekanoniczna postać Buddy. Popularny w Chinach, Japonii oraz na Zachodzie jako symbol szczęścia i pomyślności.

## Ikonografia
Przedstawiany jest jako uśmiechnięty mnich buddyjski, z ogoloną głową, malą i wielkim gołym brzuchem. Często nosi przy sobie worek, z którego rozdaje ludziom skarby. W przeciwieństwie do postaci historycznego Buddy Siakjamuniego nie ma koka na głowie. Często nazywany „śmiejącym się Buddą” (chiń. 笑佛).

## Pochodzenie
Postać Budai pojawiła się w chińskiej ikonografii w okresie dynastii Song. Jej pierwowzorem był prawdopodobnie Qieci (契此), ekscentryczny mnich chan z X wieku.

## Budai w buddyzmie
Postać Budai należy bardziej do sfery chińskiej religii ludowej i folkloru niż do oficjalnego panteonu buddyjskiego, lecz bywa również utożsamiany z bodhisattwą Maitreją.

## Budai/Hotei w taoizmie
Hotei został także włączony do ludowego taoizmu, w Japonii zaliczany jest do tzw. Shichi-fukujin, taoistycznych Siedmiorga Bogów Szczęścia.